# Thượng Nam Hoa Kỳ

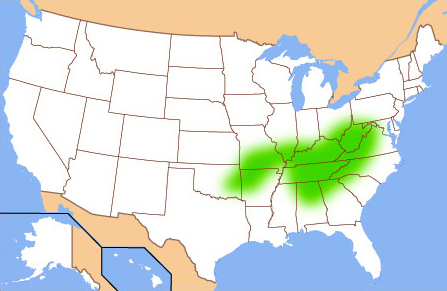
Upland South hay Upper South được định nghĩa theo văn hoá, lịch sử và địa hình hơn là theo đúng ranh giới các tiểu bang. Bản đồ này biểu thị vùng tương đối được biết với tên gọi là Thượng Nam.

Thuật từ Upper South hay Upland South, có nghĩa Thượng Nam hay Vùng đất trên phía Nam, ám chỉ phần phía bắc của Nam Hoa Kỳ đối ngược lại vùng Hạ Nam (Lower South) hay Thâm Nam (Deep South) là vùng đất nằm cuối phía nam của Hoa Kỳ.

## Địa lý
Có một sự khác biệt nhỏ trong việc sử dụng hai thuật từ. "Upland South" thường được định nghĩa dưa theo địa hình, thường thường là ám chỉ đến nam Dãy núi Appalachian hay Appalachia (mặc dù không phải toàn vùng được Ủy ban Vùng Appalachian định nghĩa), Dãy núi Ozarks, Dãy núi Ouachita. Ngoài ra còn có các cao nguyên, đồi, và lưu vực sông nằm giữa Dãy núi Appalachian và Dãy núi Ozarks như Cao nguyên Cumberland, Cao nguyên Allegheny, Cao nguyên Nashville, và Lựu vực Bluegrass. Phía nam vùng Piedmont thường được xem là một phần của Upland South trong lúc đó Bình nguyên Duyên hải Đại Tây Dương (Vùng Chesapeake và Xứ hạ) của Carolina thường không được tính.
Ngược lại, thuật từ "Upper South" có chiều hướng được tiểu bang định nghĩa theo ý nghĩa chính trị. Thuật từ này được truy tìm dấu vết đến đầu thế kỷ 19 và sự trỗi dậy của Hạ Nam Hoa Kỳ được người ta để ý đến vì những khác biệt của nó so với những vùng đất nằm xa về phía bắc hơn thuộc Nam Hoa Kỳ. Trong thời Antebellum, thuật từ "Upper South" thường hay ám chỉ đến những phần đất của các tiểu bang có chế độ nô lệ nằm ở phía bắc Hạ Nam. Trong suốt thời Nội chiến Hoa Kỳ thuật từ "Upper South" thường được dùng để ám chỉ đặc biệt đến các tiểu bang thuộc Liên minh miền Nam không ly khai cho đến sau khi có trận tấn công Đồn Sumter — Virginia, Bắc Carolina, Tennessee, và Arkansas. Định nghĩa này, vẫn còn được nói đến ngày nay, không bao gồm các các tiểu bang biên cương là Kentucky, Missouri, Tây Virginia, Maryland, hay Delaware nằm ở Upper South. Ngày nay, mặc dù nhiều định nghĩa vẫn còn dựa vào chính kiến thời nội chiến nhưng Upper South hay Thượng Nam thường hay dùng để chỉ toàn bộ phần đất phía bắc trên vùng Thâm Nam.
Bách khoa tự điển Encyclopædia Britannica định nghĩa Upper South gồm có các tiểu bang Bắc Carolina, Tennessee, Virginia, Kentucky, và Tây Virginia. Upland South được định nghĩa theo địa hình hơn là theo tiểu bang nhưng bao trùm vùng tổng quát tương tự. Upper/Upland South được mô tả trong Bách khoa toàn thư Encyclopædia Britannica là "Yeoman South" (miền Nam tiểu chủ) đối ngược với "Plantation South" (Miền Nam đồn điền).
Hai định nghĩa này bao gồm vùng tổng quát tương tự. Upland South, không giới hạn bởi các ranh giới tiểu bang, gồm có các tiểu bang Hạ Nam như tây bắc Nam Carolina, bắc Georgia, bắc Alabama, đông Oklahoma.  Nó cũng bao gồm một phần của một số tiểu bang miền bắc như nam Illinois, nam Indiana, tây nam và trung-nam Pennsylvania, và nam Ohio.  Đôi khi đông bắc Mississippi và tây Maryland cũng được tính vào.
Tuy có sự khác biệt trong hai thuật từ nhưng cả hai đều chỉ cùng một vùng tổng quát tương tự — nó là phần phía bắc của Nam Hoa Kỳ — và thường được dùng như hai thuật từ đồng nghĩa. Tương tự, Hạ Nam (Lower South) và Thâm Nam (Deep South) cũng chỉ chung một vùng ở phía nam, và ở cao độ thấp hơn Upland hay Upper South.